# Strallegg
Strallegg är en ort och kommun i distriktet Weiz i förbundslandet Steiermark i Österrike.
Kommunen består av fyra orter (Ortschaften) (inom parentes invånarantal 1 januari 2024):
- Außeregg (233)
- Feistritz (425)
- Pacher (314)
- Strallegg (931)